# Orden de Trujillo

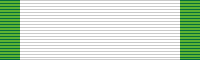

La Orden de Trujillo fue la segunda distinción en importancia concedida por el Gobierno de la República Dominicana, después de la Orden Juan Pablo Duarte y antes que la Orden Heráldica de Cristóbal Colón. Fue establecida el 13 de junio de 1938 en honor al generalísimo Rafael Trujillo, en ese entonces, Presidente de la República y en honor a quien se creó la Orden. El Jefe del Gobierno confería la condecoración a civiles y militares por servicios distinguidos, tanto dominicanos como extranjeros.

## División de la Orden
La Orden estaba dividida en siete grados:
- Collar, se otorgó exclusivamente al Generalísimo Trujillo.
- Gran Cruz, Placa de Oro, se otorgaba al Presidente, Jefes de Estados extranjeros o que lo hayan sido y a los Príncipes herederos.
- Gran Cruz, Placa de Plata, se otorgaba expresidentes, Vicepresidentes, a Miembros del Parlamento, los Magistrados de la Suprema Corte de Justicia, Ministros de Estado, Embajadores, a los Nuncios Apostólicos y al Arzobispo Metropolitano.
- Gran Oficial, se otorgaba a los Ministros Diplomáticos, a los Jefes de Misiones, a los Internuncios, al Arzobispo Coadjutor, al Jefe de Estamo Mayor del Ejército, al Jefe de la Armada, al Rector de la Universidad, a los Subsecretarios de Estado y a los Miembros de la Cámara de Cuentas.
- Comendador, se otorgaba a los Gobernadores de provincias, a los Secretarios de Legaciones, a los Encargados de Negocios, a los presidentes o directores academias o corporaciones científicas o literarias de mérito reconocido, a los Decanos de facultades uníversitarias, a los superintendentes o directores generales de enseñanza, a los magistrados de las Cortes de Apelaclón y del Tribunal de Tierras, a los jefes de departamentos de la administraclón pública y a los héroes de las guerras de Independencia y Restauración.
- Oficial, se otorgaba a los cónsules generales, a los profesores de y Jefes de Escuelas, oficiales del rango de coronel hacia arriba y a los civiles de igual importancia.
- Caballero, se otorgaba a los cónsules, a los demás funcionarios y empleados públicos y a los particulares.